# Luogosano
Luogosano är en kommun i provinsen Avellino, i regionen Kampanien. Kommunen hade 1 164 invånare (2017) och gränsar till kommunerna Fontanarosa, Lapio, Paternopoli, San Mango sul Calore, Sant'Angelo all'Esca samt Taurasi.